# L'assassinio di Sister George
L'assassinio di Sister George (The Killing of Sister George) è un film del 1968 diretto da Robert Aldrich, tratto dall'omonima pièce teatrale di Frank Marcus.

## Trama
June Buckridge è una non più giovane attrice che interpreta il ruolo dell'infermiera Sorella George in una popolare serie tv inglese. Il suo stile di vita nevrotico ed eccessivo, segnato dall'alcool e da un rapporto sadomasochistico con la giovane Alice, le crea non pochi problemi sul lavoro e nella vita privata. June ha inoltre il sospetto che il personaggio da lei interpretato sarà presto eliminato dai dirigenti della rete televisiva...

## Produzione
Il film fu prodotto dalla Palomar Pictures e da Robert Aldrich con l'Associates & Aldrich Company. Dopo il rifiuto di Bette Davis e di Angela Lansbury, Beryl Reid riprese il ruolo che aveva già interpretato l'anno prima a teatro, e che le fece ottenere il Tony Award alla miglior attrice protagonista in uno spettacolo. Per l'interpretazione cinematografica ottenne invece una nomination al Golden Globe per la migliore attrice in un film drammatico.

## Distribuzione
Distribuito dalla Cinerama Releasing UK, fu presentato in prima nel Regno Unito nel settembre 1968. Negli Stati Uniti, fu distribuito dalla Cinerama Releasing Corporation il 12 dicembre 1968.